# Cosetta Greco
Cosetta Greco (Trento, 8 de outubro de 1930 — Roma, 14 de julho de 2002) foi uma atriz de cinema italiana. Ela apareceu em 31 filmes entre 1943 e 1971.